# Platycosmoecus beaumonti
Platycosmoecus beaumonti là một loài Trichoptera thuộc họ Limnephilidae. Chúng phân bố ở vùng Tân nhiệt đới.